# Agama stepní
Agama stepní (Trapelus sanguinolentus) či agama kaspická je plaz z čeledi agamovití obývající široký pás území od jižního Ruska (okolí Kaspického moře) po pohoří Altaj. Na jihu pak její areál nezasahuje dále než na sever Afghánistánu, na severní straně obývá jih Kazachstánu.

## Popis
Jako typický zástupce agamovitých má nápadnou, velkou hlavu a zploštělé tělo. Zbarvení má na hřbetě šedohnědé, spodní strana těla je výrazně světlejší až bělavá. Své zbarvení může měnit v závislosti na okolní teplotě či fyziologickém stavu. Samcům se při vzrušení barví hrdlo a spodina těla do tmavě modra až černa. Měří 28 až 32 cm a váží až 50 g.

## Taxonomie
Agama stepní patří do čeledi agamovitých do rodu Trapelus. Vytváří dva poddruhy: Trapelus sanguinolentus aralensis (Lichtenstein, 1823) a Trapelus sanguinolentus sanguinolentus (Pallas, 1827).

## Ekologie
Jedná se od druh s denní aktivitou preferující písčité i kamenité pouště a polopouště s řídkou křovinatou vegetací. Je však vcelku přizpůsobivý a setkat se s ním lze i u lidských obydlí či na silnicích. Před přílišným horkem na rozpáleném povrchu se ukrývá v křovinách, kde často setrvá i přes noc. Obvykle jí však jako úkryty slouží díry v zemi po hlodavcích a jiných zvířatech. Živí se rozličnými členovci a částmi rostlin. Samice klade vejce i několikrát za rok, v každé snůšce může být až 18 vajec. V období námluv se samec snaží zaujmout samičku svým modře barveným hrdlem v typických pózách a zároveň tak zastrašit případného konkurenta.

## Chov
Ačkoliv je řada zástupců z čeledi agamovitých častými obyvateli terárií, o agamě stepní to tak úplně neplatí. V České republice je k vidění pouze ve dvou zoologických zahradách, a to v Zoo Praha a v Zoo Hluboká. První odchov se podařil Zoo Praha v roce 2012.